# François Valéry
Pour les articles homonymes, voir Mougeot et Valéry.
Ne doit pas être confondu avec Valéry François, véritable nom du rappeur Busta Flex.
François Valéry (nom de scène de Jean-Louis Mougeot) est un auteur-compositeur-interprète français, né le 4 août 1954 à Oran. Il est principalement connu en France pour ses slows et ses tubes disco sortis dans les années 1970 et 1980. Il a également participé à l'écriture des bandes originales de plusieurs films et séries télévisées.

## Biographie

### Les années de succès (1970-1990)
Jean-Louis Mougeot est issu d'une famille de pieds-noirs originaire d'Algérie française,. En 1974, il rencontre Jean-Pierre Barkoff, l'agent artistique de Mike Brant, et prend le pseudonyme de François Valéry en consultant Jacqueline Tordjman, secrétaire de Marcel Amont et voyante, inspiré par la prochaine élection présidentielle qui oppose François Mitterrand et Valéry Giscard d'Estaing,. Il connaît ses premiers succès avec Une chanson d'été, Le prince d'amour (1974), Qu'est-ce qu'on a dansé sur cette chanson (1976) et Emmanuelle (1980),. 
En 1981, il chante Dream in Blue en duo avec l'actrice Sophie Marceau, auréolée à l'époque du succès du film La Boum de Claude Pinoteau (1980). La chanson devient son plus grand succès avec plus de 600 000 exemplaires vendus.
Le chanteur est rapidement invité à faire les premières parties d'Annie Cordy et de Mireille Mathieu, avant de se produire pour la première fois à L'Olympia en 1984,. Dans les années 1980, il signe deux tubes populaires : Elle danse Marie (1983) et Aimons-nous vivants (1989), titre qui atteint la sixième place du Top 50. Pendant l'été 1990, sa reprise de C'est la même chanson de Claude François parvient à se hisser jusqu'à la 20e position.
François Valéry compose également des chansons pour de nombreux artistes français comme Michèle Torr (Emmène-moi danser ce soir, 1978), Dalida (L'innamorata, 1984), Debbie Davis (J'aime l'amour avec toi (Show Me Tonight), 1984), Jean Marais (On n'oublie rien, 1988) ou encore Hervé Vilard (Mamma Mia, 1991),,. En 1993, il écrit Mama Corsica pour Patrick Fiori, qui se classe 4e au Concours Eurovision de la chanson. 
Par ailleurs, François Valéry travaille régulièrement à l'écriture de musiques de films et de séries tels que Joy de Sergio Bergonzelli (1983), Un été d'enfer de Michael Schock (1984), Les Nanas d'Annick Lanoë (1985), Joy et Joan de Jacques-René Saurel (1985), L'Aventure extraordinaire d'un papa peu ordinaire de Philippe Clair (1990), Joy chez les pharaons de Jean-Pierre Floran (1993), Les Grandes Marées (1993) et Les Filles du Lido de Jean Sagols (1995),.

### Démêlés judiciaires (1990-2010)
En 1998, il commence l'écriture d'une comédie musicale intitulée L'Ombre d'un géant, retraçant l'histoire d'un chanteur disparu qui refait surface sous une autre identité. La première du spectacle a lieu le 12 février 2002 au Théâtre Mogador de Paris avec Rose Laurens, Sophie Delmas et Jonathan Kerr dans les rôles principaux. Les critiques sont mitigées et l'album de la comédie musicale se classe seulement à la 103e place des ventes,. L'Ombre d'un géant s'arrête le 24 mars 2002 au bout de quarante-deux représentations car la société de production de François Valéry est placée en liquidation judiciaire. En effet, la banque de Baecque Beau rejette un chèque de 108 000 euros pour « défaut de provision ». François Valéry juge la banque responsable de sa faillite. Le 26 mars 2004, le tribunal de commerce de Nanterre lui donne raison et condamne l'agence bancaire à verser 50 000 euros au chanteur, mais celui-ci perd son procès en appel en 2005,. Deux ans plus tard, il accuse également le Théâtre Mogador et la SACEM d'être à l'origine des déficits de bénéfices de son spectacle en distribuant trop de places gratuites. En octobre 2008, le tribunal de grande instance de Paris déboute la demande du chanteur en estimant que sa société de production avait elle aussi envoyé des invitations gratuites.
Ces difficultés judiciaires et financières se poursuivent alors que la comédie musicale aurait pu redémarrer au théâtre des Folies Bergère. Les responsables du Pavillon Henri IV, un établissement de restauration où se tiennent les répétitions du spectacle, accusent François Valéry de ne pas avoir réglé le montant des prestations. À l'automne 2002, il est mis en examen pour abus de confiance et escroquerie. En 2006, la justice prononce un non-lieu dans cette affaire,. 
Par ailleurs, pendant l'été 2002, Sony Music rompt son contrat avec le chanteur et l'accuse d'avoir falsifié un courrier afin d'utiliser une somme d'argent prêtée par la maison de disques à des fins personnelles,. En 2004, le chanteur est à nouveau mis en examen pour faux et usage de faux et abus de biens sociaux. Toutefois, après un non-lieu rendu en 2006, la cour d'appel de Versailles estime en 2008 que la plainte déposée par Sony a causé du tort à François Valéry et condamne la maison de disques à lui verser des dommages-intérêts,. 
Au cours de cette période, le chanteur a été contraint de mettre sa carrière entre parenthèses et a rencontré une période de dépression.

### Années 2010

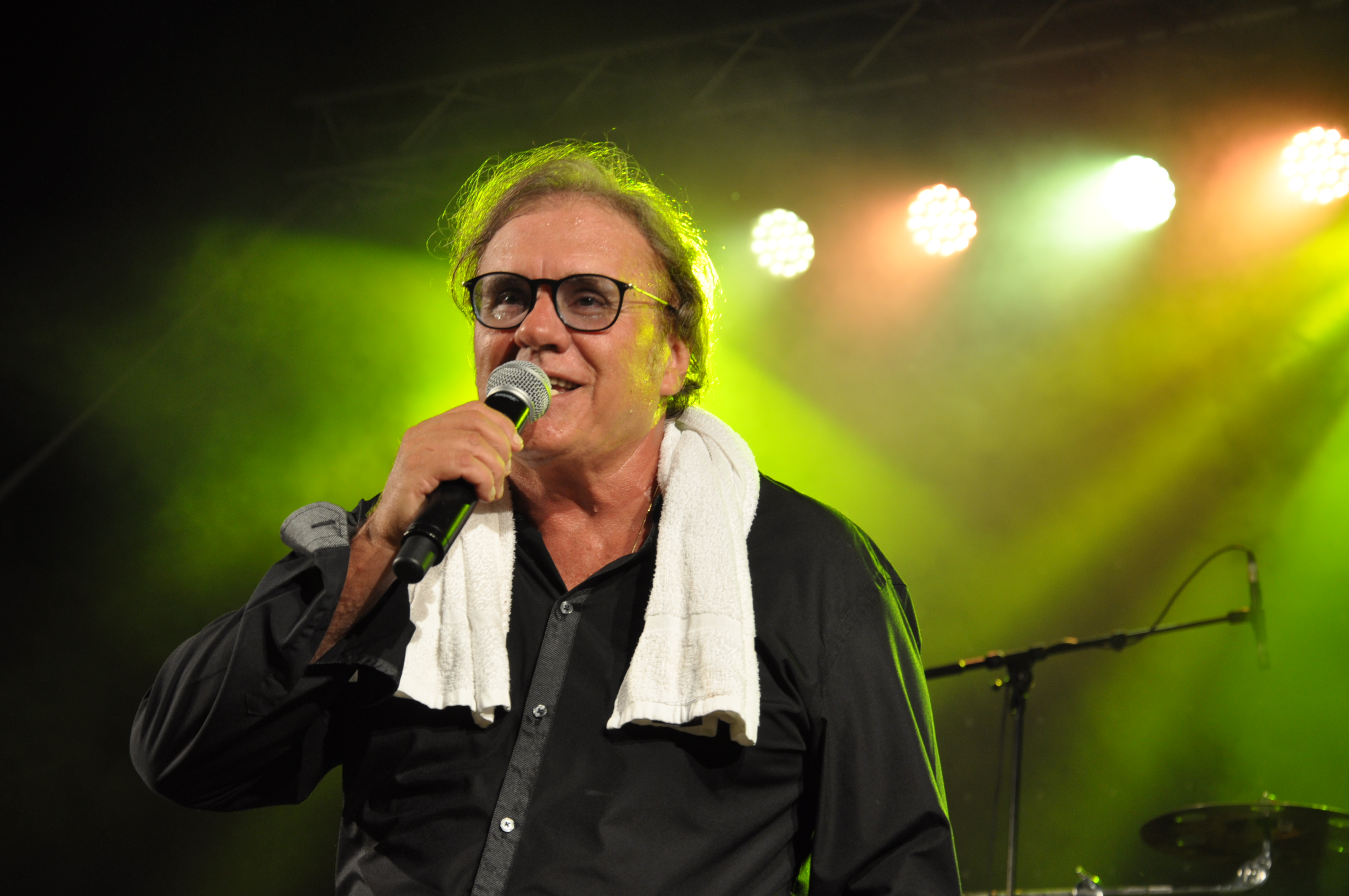
François Valéry revient sur scène à partir de la fin des années 2000. Ci-dessus, il se produit dans les Alpes-Maritimes en 2019.

Il participe en 2013 à la huitième tournée Âge tendre et têtes de bois rendant hommage aux chanteurs des années 1960 et 1970 comme Dave ou Jean-Jacques Debout. 
L'année suivante, il sort un nouvel album, Je suis venu te dire, son premier en dix-sept ans,, qui se classe à la 82e place du Top Albums, soutenu par le single Nos DJ font danser le monde (j'avais oublié),. 
En 2019, il entame une série de concerts dans toute la France.

### Vie privée
En 1986, François Valéry est marié avec l'actrice Nicole Calfan, ils divorcent en 1993,. Ils ont deux enfants : Jérémy, né en 1986, et Michael, né en 1990. Le premier est devenu réalisateur et le second DJ,.
On lui prête une courte relation amoureuse avec Lova Moor, danseuse au Crazy Horse, qu'il n'a jamais confirmé.

### Décoration
- Chevalier de l'ordre des Arts et des Lettres (1998)

## Discographie
Le chanteur affirme avoir vendu entre 25 et 30 millions de disques. Toutefois, selon le site Infodisc, ses ventes réelles sont inférieures à 3 millions. 
Ses meilleures ventes sont :
- Dream in Blue : 600 000 disques vendus[37]
- Emmanuelle : 400 000 disques vendus[38]
- Aimons-nous vivants : 200 000 disques vendus[39]
- Une chanson d'été : 200 000 disques vendus[40]
- Le prince d'amour : 150 000 disques vendus[41]
- Chanson d'adieu : 150 000 disques vendus[37]
- Disons ce soir en amoureux : 150 000 disques vendus[42]
- Qu'est-ce qu'on a dansé sur cette chanson : 150 000 disques vendus[42]
- Chez Lola : 100 000 disques vendus[38]
- La loi d'amour : 100 000 disques vendus[43]
- Tu as gagné je t'aime : 100 000 disques vendus[44]
- Elle danse Marie : 100 000 disques vendus[45]

### Albums
- 1977 : 74-77
- 1979 : Chanteur pour filles de 16 ans
- 1980 : Emmanuelle
- 1981 : Chanson d'adieu
- 1981 : Dream in Blue
- 1983 : Elle danse, Marie
- 1984 : Mon pote le DJ
- 1986 : Ma femme
- 1987 : Putain d'envie de vivre
- 1989 : Aimons-nous vivants
- 1990 : Chante pour les enfants
- 1991 : Tout est écrit
- 1993 : Loin d'être un saint
- 1997 : Qu'est-ce qu'on est con
- 2014 : Je suis venu te dire
- 2024 : Le Répertoire

### Compilations
- 1992 : Vies antérieures
- 1994 : Il est revenu le soleil

### Singles
- 1973 : Et puis c'est tout (sous le pseudonyme Claude Larra)
- 1974 : Une chanson d'été
- 1974 : Le Prince d'amour
- 1975 : Lady Music
- 1975 : Toutes les chansons d'amour sont tristes
- 1976 : Dormir avec toi
- 1976 : Qu'est-ce qu'on a dansé sur cette chanson
- 1977 : La vieille musique
- 1977 : Dînons ce soir en amoureux
- 1978 : Laisse tomber
- 1978 : La loi d'amour
- 1979 : Chanteur pour fille de 16 ans
- 1979 : Disco Brasilia
- 1979 : Tu as gagné je t'aime
- 1980 : Chez Lola
- 1980 : Emmanuelle
- 1980 : Symphonie pour cœur blessé
- 1981 : Chanson d'adieu
- 1981 : Dream in Blue (en duo avec Sophie Marceau)
- 1982 : Stars, le samedi soir
- 1982 : Oran, juin 62
- 1982 : Comme une poupée
- 1983 : Joy (bande originale du film homonyme)
- 1983 : Elle était venue du Colorado
- 1983 : Elle danse Marie[46]
- 1984 : Mon pote le DJ
- 1984 : Et Dieu créa le rock
- 1985 : La femme qui danse
- 1985 : Joy and Joan (bande originale du film homonyme)
- 1985 : Il voit la musique
- 1986 : Comme Jimmy Dean
- 1987 : Je sais que tu vis
- 1987 : Putain d'envie de vivre
- 1988 : Esclave de la musique
- 1989 : Aimons-nous vivants
- 1989 : C'est pas possible
- 1989 : C'est la même chanson
- 1990 : J'aime l'amour avec toi
- 1991 : Qu'est-ce que je t'aime
- 1991 : Tout est écrit
- 1992 : Changer de vie
- 1992 : Loin d'être un saint
- 1994 : Il est revenu le soleil
- 1996 : Cuba Cuba
- 1996 : Que la musique nous éclaire
- 1997 : Qu'est ce qu'on est con
- 1998 : Au nom de toi
- 1998 : Carmen
- 1999 : Tout ce que j'aime
- 2003 : Standing Ovation (hymne officiel du XV de France)
- 2005 : Jouez Gitans
- 2014 : Nos DJ font danser le monde (j'avais oublié)